# برگ‌مگس‌واران
برگ‌مگس‌واران (نام علمی: Lauxanioidea) نام یک بالاخانواده از راسته مگس است.